# Бісфенол А
Бісфенол А (4,4'-дигідрокси-2,2-дифенілпропан) — хімічна речовина білого кольору, широко використовується для одержання дигліцидилового етер бісфенолу А — основного компоненту епоксидних смол.
Також бісфенол А використовують для одержання виробів з пластмаси, включаючи пластикові упаковки для продуктів харчування і напоїв, лінзи для окулярів і т. д. Це шкідлива речовина, яка може впливати на роботу ендокринної, нервової та імунної систем. В промисловості одержують методом конденсації фенолу з ацетоном в присутності різних каталізаторів, зокрема, кислот.
Бісфенол А у 1891 році вперше синтезував Олександр Діанін. Після того як бісфенол А став важливим компонентом найпоширенішого класу епоксидних смол їх на честь Діаніна часто називають «епоксидно-діанові смоли».
Метод Діаніна для отримання бісфенолу А залишається найбільш широко відомим підходом, хоча був удосконалений для промислового синтезу. Він включає каталізовану конденсацію суміші 2:1 фенолу та ацетону в присутності концентрованої соляної або сірчаної кислоти. Реакція протікає легко при кімнатній температурі за лічені години з утворенням неочищеного продукту, що містить велику кількість побічних продуктів: